# Ана-Сесилія Канту
А́на-Сеси́лія Ка́нту (Ana Cecilia Cantu; *14 вересня 1985, Монтеррей, Мексика) — мексиканська фігуристка, що виступає у жіночому одиночному фігурному катанні. Триразова чемпіонка національної першості Мексики з фігурного катання (2003, 2008 і 2009 роки), неодноразова учасниця Чемпіонатів Чотирьох Континентів з фігурного катання (завжди в 2-му — на початку 3-го десятків), Чемпіонатів світу з фігурного катання 2003 (39-а), 2007 (42-а) і 2009 (вперше кваліфікувалася для виконання довільної, де замкнула цю групу, ставши 24-ю) років.
Молодша сестра Ани — Мішель Канту (Michele Cantu), також є фігуристкою-одиночницею, що виступає на міжнародному рівні.
Постановки програм А.-С.Канту робить відомий канадський фахівець, в минулому фігурист-одиночник, Девід Вілсон (David Wilson), який співпрацює з багатьма фігуристами світу.